# Forêts d'altitude d'Afrique orientale
Localisation
Les forêts d'altitude d'Afrique orientale forment une écorégion du WWF qui occupe 65 500 km2 en Afrique de l'Est. La communauté montre depuis le milieu des années 2010 que ces forêts ont capturé beaucoup plus de carbone qu'on ne le pensait, mais qu'elles sont en régression et en danger : on en a perdu environ 0,8 million d'hectares entre 2000 et 2020.

## Localisation
Les forêts tropicales humides qui forment cette écorégion se trouvent sur les pentes de certaines des plus hautes montagnes d'Afrique, les monts Imatong au Soudan du Sud, le mont Elgon en Ouganda, le mont Kenya à l'est au sud, en Tanzanie, le Kilimandjaro, le mont Méru et le massif du Ngorongoro.

## Écologie
Ces forêts sont constituées d'arbres poussant à moyenne altitude comme les camphriers, les oliviers avec des spécificités locales comme le Vitex keniensis poussant uniquement sur le mont Kenya. Des conifères et des bambous poussent à des altitudes plus élevées.
Le défrichements se poursuivent sur leurs zones les plus basses, essentiellement déboisées pour l'agriculture. 
Une grande part de la surface de la forêt originelle est, au Kenya au moins, occupée pour la culture du thé.
Cette écorégion compte plus de 25 forêts différentes les deux plus grandes faisant 23 700 km2 et 14 300 km2. De surcroît, ces forêts croissent sur des montagnes (des volcans parfois) et sont donc souvent isolées les unes des autres ; cet effet d'insularisation écologique explique de nombreux endémismes, même chez les mammifères (19 espèces de mammifères endémiques y sont répertoriés), mais il rend aussi ces milieux plus vulnérables et moins écologiquement résilient face à la surexploitation des ressources cynégétiques (viande de brousse) et en bois notamment.

## Puits de carbone
Les difficultés d'accès à ces forêts de montagne ont longtemps freiné l'évaluation scientifique de la quantité de carbone stockée par ces écosystèmes.
En 2014, des chercheurs annoncent qu'il semble qu'on ait sous-estimé le stockage de carbone par ces forêts particulières.
En 2017, la recherche précise la dynamique et le volume du stock de carbone aux différents stades successionels de ces forêts, puis en aout 2021 Cuni-Sanchez et al., dans la revue Nature, sur la base d'un suivi à plus large échelle basé sur la base de données d'inventaires d'arbres pour 226 parcelles du « réseau de parcelles AfriMont » de forêt de montagne mature dans 12 pays africains confirment qu'on avait nettement sous-estimé le rôle de puits de carbone de ces massifs montagneux.

Le stock de carbone (AGC) moyen de ces sites montagnards serait de 149,4 mégagrammes de carbone par hectare, taux comparable à celui des forêts de plaine du Réseau africain d'observation des forêts tropicales humides et environ 70 % et 32 % de plus que les moyennes des réseaux de parcelles de forêts de montagne,, et de plaine des Néotropiques. Ce chiffre est deux tiers plus haut que ceux pris en compte par le GIEC jusqu'alors pour ces forêts en Afrique.